# Calcio Montebelluna
A Calcio Montebelluna negyedosztályú labdarúgócsapat Montebellunában, Olaszországban.